# استی گل
استی گل یک منطقهٔ مسکونی در ایران است که در دهستان انگوران واقع شده‌است. براساس سرشماری مرکز آمار ایران در سال ۱۳۹۵، استی گل ۸۱ نفر جمعیت دارد.